# Алдіарово
Алдіа́рово (рос. Алдиарово, чув. Кивĕ Элпуç) — село у складі Янтіковського району Чувашії, Росія. Адміністративний центр Алдіаровського сільського поселення.
Населення — 400 осіб (2010; 440 у 2002).
Національний склад:
- чуваші — 99 %